# Darlot-Centenary-Goldmine
Die Darlot-Centenary-Goldmine befindet sich im Yandal-Grünsteingürtel, etwa 680 Kilometer nordöstlich von Perth und 58 km östlich von Leinster in Western Australia, Australien.
Das Bergwerk wird von Barrick Gold seit Anfang 2008 betrieben. Es ist ein Teil Yilgarn South Operation von Barrick Gold mit der Lawlers-Goldmine und Granny-Smith-Goldmine.

## Geschichte

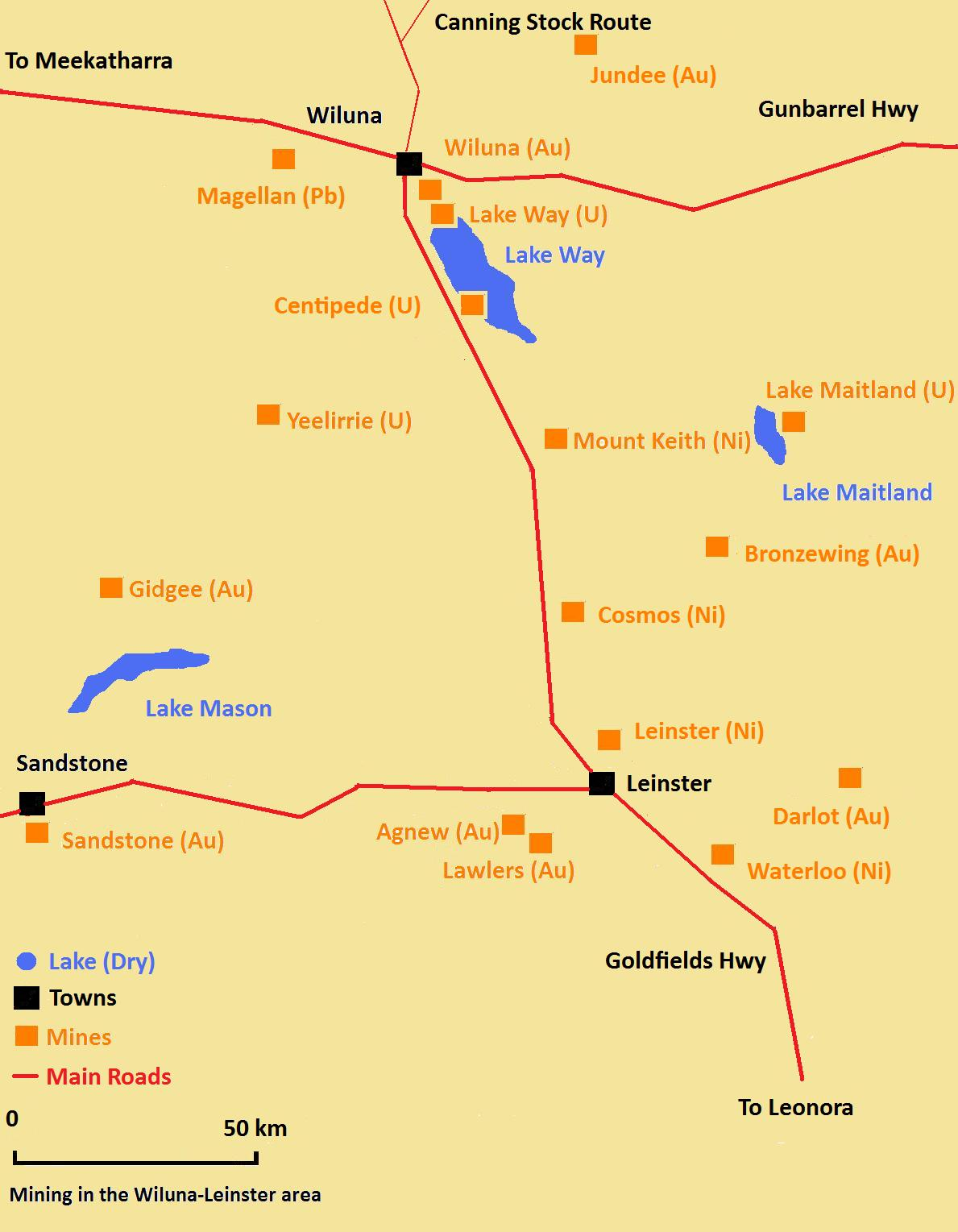
Bergbau im Gebiet von Wiluna-Leinster

Die Darlot-Centenary-Goldmine wird als Untertagebau durchgeführt. Entdeckt wurde die Lagerstätte 1996 und den Abbau begann das Unternehmen Homestake Mining Company im Jahr 1998. Ursprünglich befand sich das Minengebiet im Eigentum von Plutonic Resources, ein bedeutendes australisches Unternehmen, das Lagerstättenerkundung betrieb. Barrick Gold übernahm das Bergwerk von Homestake im Jahr 2008.

## Geologie
Der geologische Derlot-Distrikt liegt am südlichen Ende des Yandal-Grünsteingürtels im Yilgarn Craton. Die deformierten und metamorphierten vulkanischen Gesteine sind in tholeiitischen Basalten und in einem doleritschen Lagergang abgelagert. Der Lagergang intrudiert an den östlichen und südlichen Grenzen des Distrikts in Granite.

## Bergbaubetrieb und Umwelt
Barrick Gold lässt auch dieses Bergwerk nach dem International Cyanide Management Code zertifizieren und gewinnt das Gold in einem Carbon-in Leach-Verfahren. Die Aufbereitung des Gesteins erfolgt in diesem Verfahren nach Zerkleinerung des Gesteins, Flotation und Cyanidlaugung unter Beteiligung von Aktivkohle.
Im Prozess der Cyanidlaugung wird Gold chemisch in hochgiftigen Sickerwässern gebunden. Nach Filtration und Ausfällung entsteht brauner Schlamm, aus dem nach Waschen und Trocknen durch Reduktion zu Rohgold wird. In diesem Prozess entstehen Blausäure und Cyanide, die trotz Wiederverwendung der Lauge in die Umwelt entweichen können. Dies kann u. a. durch Unfälle, Undichtigkeiten und Katastrophen geschehen. Alle in diesem Prozess entstehenden Stoffe sind giftig. Diese werden zwar leicht in der Natur zersetzt und abgebaut, dennoch können die entstehenden großen Abraumhalden und Cyanid-Stäube durch Wind und Wasser unkontrolliert verteilt werden, Giftstoffe unkontrolliert in die Umwelt gelangen und schwere ökologische Schäden verursachen.

## Goldproduktion
Produktionszahlen der Goldförderung:
| Jahr | Gold- produktion | Gehalt     | Gehalt  | Kosten je Unze |
| 2000 | 127.100 Unzen    |            | 5,9 g/t | A$ 193         |
| 2001 | 125.000 Unzen    |            | 5,7 g/t | A$ 325         |
| 2002 | 145.443 Unzen    |            |         | US$ 168        |
| 2003 | 154.977 Unzen    |            |         | US$ 164        |
| 2004 | 140.235 Unzen    |            |         | US$ 210        |
| 2005 | 135.000 Unzen    | 0,164 oz/t | 5,3 g/t | US$ 325        |
| 2006 | 137.000 Unzen    | 0,170 oz/t | 5,4 g/t | US$ 378        |
| 2007 | 120.000 Unzen    | 0,156 oz/t | 5,0 g/t | US$ 508        |